# Mun Je-yong
Pour les articles homonymes, voir Mun.
Dans ce nom coréen, le nom de famille, Mu, précède le nom personnel.
Mun Je-yong (hangeul : 문제용) est un réalisateur et scénariste sud-coréen, né en 1979. Il est également acteur, compositeur, designer sonore, décorateur, photographe et monteur pour le besoin de ses films.

## Biographie
Après quelques courts-métrages dans les années 2000 et quelques débuts aux longs-métrages en tant qu'assistant réalisateur, Mun Je-yong adapte en tant que scénariste et réalisateur le roman Tire dans mon cœur (내 심장을 쏴라) de Jeong Yoo-jeong, qui a remporté le prix de Littérature Jeunesse et le 5e prix Segye, pour en faire son premier film Shoot Me in the Heart (내 심장을 쏴라, 2015).

## Filmographie

### En tant que réalisateur

#### Films
- 2005 : All for Love (내 생애 가장 아름다운 일주일) de Min Gyoo-dong (assistant)
- 2005 : The Art of Seduction (작업의 정석) de Oh Ki-hwan (assistant)
- 2006 : Tazza: The High Rollers (타짜) de Choi Dong-hoon (assistant)
- 2008 : A Man Who Was Superman (슈퍼맨이었던 사나이) de Jeong Yoon-cheol (assistant)
- 2015 : Shoot Me in the Heart (내 심장을 쏴라)

#### Courts-métrages
- 2002 : Self Portrait (court-métrage)
- 2004 : Please Stay with Me (court-métrage)
- 2007 : Twins (court-métrage)

### En tant que scénariste

#### Films
- 2012 : The King of XXX-Kissing (아부의 왕) de Jeong Seung-koo (collaboration)
- 2015 : Shoot Me in the Heart (내 심장을 쏴라)

#### Courts-métrages
- 2004 : Please Stay with Me (court-métrage)
- 2007 : Twins (court-métrage)

## Distinctions

### Nominations
- Festival international du film de Tokyo 2015 : Prix du meilleur film